# Kelantan

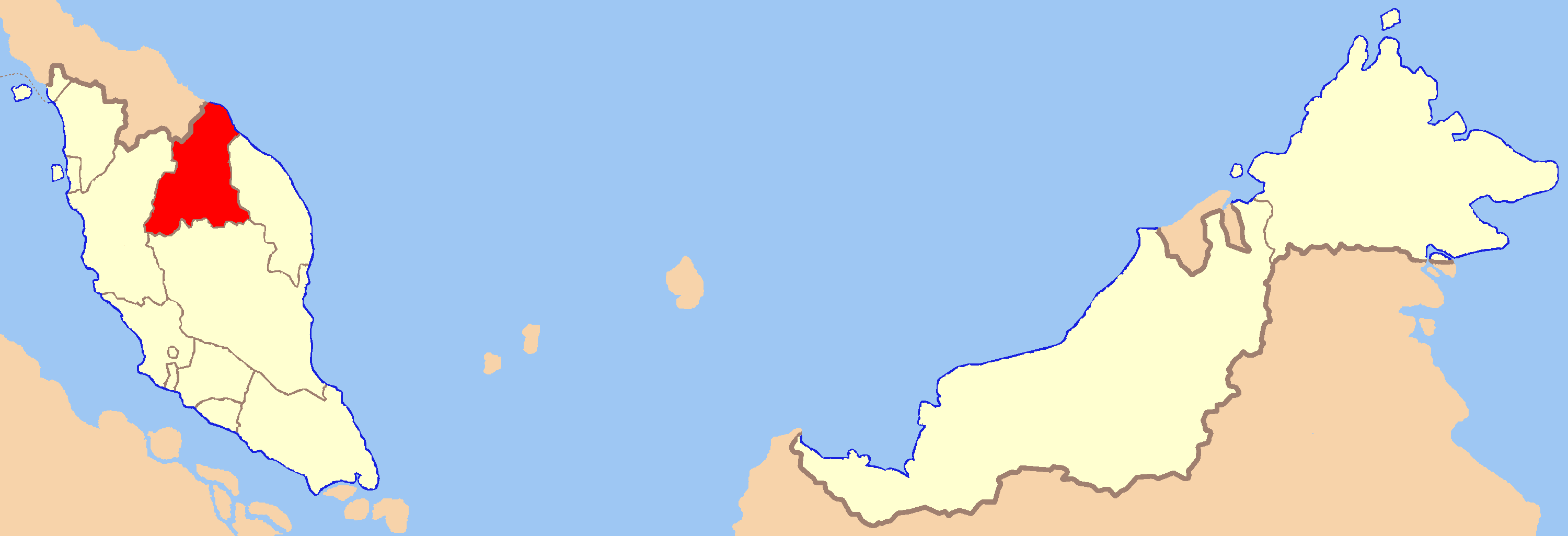
Kelantan elhelyezkedése Malajziában.

Kelantan zászlaja.

Kelantan Malajzia egyik állama, Félszigeti Malajziában, a Maláj-félsziget északkeleti részében. Arab „tiszteletbeli” neve Darul Naim, („az Áhítatos Hajlék”).
Területe 14 922 km² (körülbelül akkora, mint a Dél-Dunántúl), népessége 2,1 millió (2007-es becslés). 
Északi szomszédja a thaiföldi Narathiwat tartomány, délkeleten Terengganu malajziai állam, nyugaton Perak állam, délen Pahang állam. Kelantantól északkeletre a Dél-kínai-tenger hullámzik. 
Jellemzően mezőgazdasági állam, nagy rizsmezőkkel, halászfalvakkal, kazuárfák szegélyezte partokkal. Malajzia legősibb régészeti leleteinek egy részét Kelantanban találták, köztük történelemelőtti települések nyomai.
Malajzián belül Kelantanban szerzett legnagyobb támogatást az iszlám. Sok éve a Malajziai Iszlam Párt van hatalmon az államban. Kelantan szultánság, uralkodója 2010 óta V. Muhammad.

## Fordítás
- Ez a szócikk részben vagy egészben  a   Kelantan című angol Wikipédia-szócikk ezen változatának fordításán alapul.  Az eredeti cikk szerkesztőit annak laptörténete sorolja fel. Ez a jelzés csupán a megfogalmazás eredetét és a szerzői jogokat jelzi, nem szolgál a cikkben szereplő információk forrásmegjelöléseként.